# جاك ماكديفيت
جاك ماكديفيت (بالإنجليزية: Jack McDevitt)‏‏ (14 أبريل 1935 في فيلادلفيا - ) كاتب، وروائي، وكاتب خيال علمي من الولايات المتحدة.

## روابط خارجية
- جاك ماكديفيت على موقع ميوزك برينز (الإنجليزية)
- جاك ماكديفيت على موقع إن إن دي بي (الإنجليزية)